# Alejo Pérez

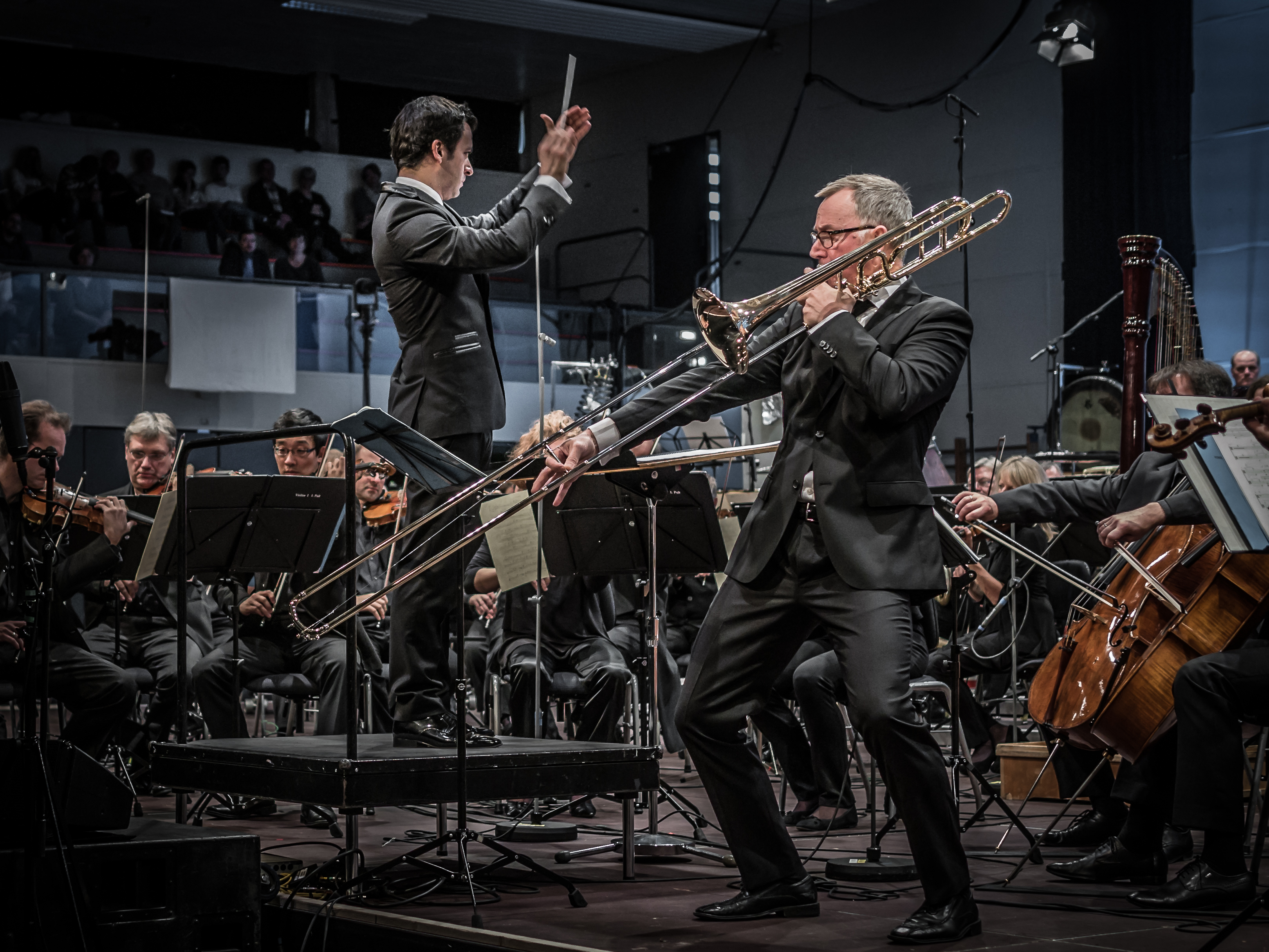
Alejo Pérez dirigiert das SWR Symphonieorchester bei der Uraufführung von Georg Friedrich Haas’ Konzert für Posaune und Orchester, mit Solist Mike Svoboda an der Posaune

Alejo Pérez (geboren am 3. Mai 1974 in Buenos Aires) ist ein argentinischer Dirigent.

## Leben und Werk
Pérez studierte in seiner Geburtsstadt und bei Peter Eötvös, dem er auch assistierte. Er arbeitete in der Folge mit Michael Gielen und war von 2005 bis 2007 Assistent von Christoph von Dohnányi beim NDR Sinfonieorchester. Es folgte eine rasche Karriere in ganz Europa und in seinem Heimatland, sowohl in der Oper, als auch im Konzertsaal. Pérez gilt als Spezialist für Musik des gesamten 20. Jahrhunderts und der Gegenwart, sein Repertoire umfasst aber auch Werke des Barocks, Mozarts, der französischen Romantik, Verdis und Wagners.
Von 2009 und 2012 fungierte Alejo Pérez als musikalischer Leiter des Teatro Argentino de La Plata und studierte dort unter anderem erfolgreich Don Carlos, La damnation de Faust, Lady Macbeth von Mzensk, Tristan und Isolde und Das Rheingold ein. Er dirigierte am Teatro Colón in Buenos Aires und am Teatro dell’Opera di Roma, an der Opéra National de Paris, der Oper Frankfurt, der Oper Leipzig und der Oper Köln sowie an der Nationaloper Warschau und am Litauischen Nationaltheater. Langjährige Zusammenarbeit verbindet ihn mit dem Teatro Real in Madrid, an dem er Neuproduktionen von Rihms Die Eroberung von Mexico, Golijovs Ainadamar, Mozarts Don Giovanni und Brittens Death in Venice übernahm, aber auch konzertante Aufführungen von Wagners Rienzi und Konzerte mit Plácido Domingo und Ian Bostridge dirigierte. In Madrid arbeitete er mit den Regisseuren Pierre Audi, Willy Decker und Peter Sellars zusammen. An der Opéra de Lyon leitete er Debussys Pelléas et Mélisande, Schrekers Die Gezeichneten, Strawinskys Le rossignol und Henzes Pollicino.
2015 debütierte er bei den Salzburger Festspielen mit einer höchst erfolgreichen konzertanten Produktion von Massenets Werther sowie im Théâtre de la Monnaie in Brüssel mit einer Neuproduktion von Powder Her Face von Philip Hensher und Thomas Adès. Es folgte eine Neuproduktion von Schostakowitschs Lady Macbeth von Mzensk an der Oper Oslo. 2016 wurde er von den Salzburger Festspiele eingeladen, eine szenische Faust-Neuproduktion im Großen Festspielhaus zu dirigieren. Inszenierung, Bühnenbild und Kostüme werden von Reinhard von der Thannen übernommen, das Licht gestaltet Franck Evin. Die Hauptrollen sind hochkarätig mit Piotr Beczała, Ildar Abdrasakow und Maria Agresta besetzt. Einladungen liegen weiters vor für Carmen in Palermo und für Eugen Onegin in Chicago.
Auch im Konzertsaal ist Pérez’ Arbeit auf das 20. Jahrhundert zentriert. In Argentinien setzte er sich für das Werk des Landsmanns Antonio Tauriello ein, präsentierte 2001 Messiaens Oiseaux exotiques im Teatro Colón und dirigierte 2010 in Stadion Luna Park von Buenos Aires Mahlers Achte, auch Sinfonie der Tausend genannt, mit großer Orchesterbesetzung und einer Reihe von Chören. In Deutschland leitete er Konzerte der Deutschen Kammerphilharmonie Bremen, des Gürzenich-Orchesters Köln, des NDR Sinfonieorchesters, des SWR Sinfonieorchesters Baden-Baden und Freiburg und des Deutschen Symphonie-Orchesters Berlin. Pérez dirigierte aber auch eine Reihe weiterer namhafter Klangkörper, darunter das Philharmonia Orchestra (London), das Orchestre de la Suisse Romande (Genf), das Ensemble intercontemporain (Paris), das Tonkünstler-Orchester Niederösterreich (Wien und St. Pölten) sowie Orchester in Bologna, Auckland und Stuttgart.